# 4630 Chaonis
A 4630 Chaonis (ideiglenes jelöléssel 1987 WA) a Naprendszer kisbolygóövében található aszteroida. J. M. Baur fedezte fel 1987. november 18-án.